# Ficus trichopoda
Ficus trichopoda är en mullbärsväxtart som beskrevs av Bak.. Ficus trichopoda ingår i släktet fikonsläktet, och familjen mullbärsväxter. Inga underarter finns listade i Catalogue of Life.